# Station Sandhurst (Berks)
Sandhurst (Berks) is een spoorwegstation van National Rail in Sandhurst, Bracknell Forest in Engeland. Het station is eigendom van Network Rail en wordt beheerd door Great Western Railway. 